# Alfréd Iosif Mazalik
Alfréd Iosif Mazalik (n. 8 noiembrie 1927 – d. 2 octombrie 2015) a fost un deputat român în legislatura 1992-1996, ales în județul Maramureș pe listele partidului UDMR. Alfréd Iosif Mazalik a fost membru în grupul parlamentar de prietenie cu Regatul Maroc.